# C12H15N3O2
化学式C12H15N3O2（摩尔质量：233.266 g/mol）可以指：
- 苯基吡拉西坦肼（英语：Phenylpiracetam hydrazide），CAS号：77472-71-0
- 帕多芦诺（英语：Pardoprunox）（SLV-308），CAS号：269718-84-5
- 5-硝基-DMT（英语：5-Nitro-DMT），CAS号：69937-13-9
- 4-氮杂褪黑素 PubChem CID: 21581654

|  | 这个同类索引页列出了具有相同分子式的化学物（即同分異構體）条目。 除非您是有意链接至本页，否则应将相应条目的内部链接指向正确的条目。 |